# ナジャ
『ナジャ』 (NADJA) は、1928年にフランスのシュルレアリスム作家アンドレ・ブルトンが発表した自伝小説、および、それに登場する（実在した）女性である。
1963年には、大幅な改稿が加えられた『ナジャ/著者による全面改訂版』（NADJA Édition entièrement revue par l’auteur ）が上梓された。

## 内容
『ナジャ』は1926年10月4日に、著者アンドレ・ブルトンがパリで出会った、「ナジャ」と名乗る若い女性（本名はレオナ・カミーユ・ギスレーヌ・D）との交際の記録を、『シュルレアリスム宣言』で記された自動記述の手法に従って、思いのままに書き綴った作品である。また、作中では文章による情景描写の代わりに、ナジャによるデッサンを初めとして、多数の人物写真や風景写真を用いて、ブルトンが「宣言」で攻撃している描写を排除している。
1963年の改訂版は、「序言」が追加され、本文や脚注の追加・修正、写真図版の入れ替えや追加が行われたものである。

## あらすじ
『ナジャ』は、「私は何者か？」という問いから始まる。他者との関係の中にも、その問いの答えがあるとブルトンは考察する。その後、自動記述のように、執筆当時の著者の心に残ったいくつもの（主にシュルレアリスム運動に関する）エピソードが書かれ、序章部分は終了する。
1926年の10月、私（アンドレ・ブルトン）は、パリで放埓な生活を送る、ナジャと名乗る（おそらくは娼婦とおぼしき）女性と出会う（この名前は本名ではなく、「希望という意味のロシア語（ナディエージダ）の始まり」からつけられたもので、この名前の役者が当時いたので、その役者が発想のきっかけとなったものと思われる）。ナジャは麻薬の運び屋を引き受けたこともあったほどに生活に困窮しているが、日常や自然、芸術の中からシュルレアリスムの（とブルトンの見なす）美を発見する自由奔放な精神と能力の持ち主であった。ナジャとともに過ごす日々の中で、彼女は、時に自分を伝説のメリュジーヌになぞらえ、時に「恋人たちの花」や「猫の夢」と題された一見不可解なデッサンをブルトンに提示し、詩的な言葉・行動を示す。ブルトンは彼女の言葉や行動に深く魅惑され、困惑し、苦悩する。また、彼女はキリコやエルンストらの絵や、民族的なオブジェに深い関心を抱くこともあった。後に、ナジャが精神病院に収容されたということを、ブルトンは知る。精神病治療の体勢、現状への批判と、すでに遠い存在となったナジャのことを思う言葉の後、ブルトンがナジャとともに過ごした日々の記録は終わる。
数ヶ月間の断絶の後、最終章にあたる部分は執筆された。当時ブルトンが愛した女性「君」（シュザンヌ・ミザールという。後のブルトンの「通底器」にも、「X」という名前で登場した）へ語りかけるように、美意識や愛についてのブルトンの言葉、考えが述べられる。そして、「美は痙攣的なものだろう、それ以外にはないだろう」という言葉で結ばれる。

## 日本語訳書
- 岩波文庫『ナジャ』 アンドレ・ブルトン 作 / 巖谷國士 訳 ISBN 4-00-325902-5（底本は1963年版）
- 『ナジャ論』巖谷國士著 / 白水社　1977年